# The Troubles
The Troubles (Iers: Na Trioblóidí, Nederlands: "De Strubbelingen") is het etnisch-nationalistische conflict in Noord-Ierland van de jaren '60 tot de ondertekening van het Goedevrijdagakkoord op 10 april 1998. The Troubles is aangeduid als terrorisme, een etnisch conflict, een conflict met vele zijden, een guerrillaoorlog en zelfs een burgeroorlog. Ze worden vaak gezien als een strijd tussen protestanten en katholieken.

## Oorsprong
Het conflict is terug te voeren naar 1609, de volksplanting van Ulster, waarbij land van katholieken werd afgenomen en aan (voornamelijk) protestantse Engelsen en Schotten werd overgedragen. Tussen 1641 en 1653 en later tussen 1689 en 1691 zorgden botsingen tussen beide bevolkingsgroepen voor bloedige conflicten. De Britse regering stelde specifieke penal laws in, waarmee religieuze, wettige en politieke rechten van iedereen afhankelijk gemaakt werden van lidmaatschap van de Church of Ireland, de staatskerk van anglicaanse signatuur.
In de latere achttiende eeuw werden die penal laws minder streng, waardoor katholieken weer land mochten kopen en huren. Protestantse zogenaamde "Peep O'Day Boys" voerden aanvallen uit, waardoor katholieken zich vanaf 1790 verenigden in "The Defenders" en tegenaanvallen plaatsen. Dit zorgde voor polarisatie en een drastische afname van hervormers binnen  protestantse bevolking, die tot dan toe meer en meer open had gestaan voor democratische hervormingen.
Vele presbyterianen, katholieken en liberale protestanten waren actief in de Society of United Irishmen, een beweging die geïnspireerd was door de Franse Revolutie, gericht op het beëindigen van de sektarische verdeling in Ierland en het oprichten van een Ierse Republiek, niet sektarisch en onafhankelijk van Groot-Brittannië. Het ideaal van de United Irishmen werd echter tenietgedaan door een mislukte Ierse rebellie van 1798 en de daaruit voortkomende repressie als ook het aanhoudende sektarische geweld tussen katholieken en protestanten. De Britse regering mobiliseerde de "hardline" protestanten tegen de vrijheidsbeweging. "The Orange Order", die in 1795 is opgericht, is een nog immer voortdurende manifestatie van deze mobilisering. Het gevolg was een permanente staat van verdeeldheid.
Het afschaffen van het Ierse parlement en het invoegen van Ierland in het Verenigd Koninkrijk in 1801 zorgden voor nog meer verdeeldheid. Daniel O'Connell zorgde ervoor dat de discriminatie van katholieken (en overige andersgelovigen) niet meer wettig was. De protestanten, bang om een minderheid in een katholiek Ierland te zijn, steunden de Britse regering. Het conflict was nu dus in twee kampen verdeeld, zij die de Act of Union aanhingen, de zogenaamde Unionisten, en de Nationalisten. Dit is zo tot op de dag van vandaag. Aanvankelijk waren de Nationalisten en Unionisten nog tot compromissen bereid, maar dit verminderde sterk aan het einde van de 19e en begin 20e eeuw. Rond deze tijd kwam daar nog een economisch doel bij, omdat Ulster het meest geïndustrialiseerde deel van Ierland was en daarom erg afhankelijk van de (vrije) handel met Groot-Brittannië en het Britse rijk.

## Verdeling van Ierland
Tegen 1910 stond Ierse (gelimiteerde) zelfbeschikking op het punt werkelijkheid te worden. De protestanten, bang voor hun eigen toekomst, tekenden het zogenaamde Ulster Covenant, waarin ze zelfbeschikking zouden bestrijden, desnoods met geweld. Hiertoe vormde men de paramilitaire Ulster Volunteer Force en importeerde wapens. Nationalisten vormden de Irish Volunteers, wier doel was om zelfbeschikking te verkrijgen. De Britse regering had voor de Eerste Wereldoorlog het besluit genomen om Ierland zelfbeschikking te verlenen, maar door de oorlog werd dit naar de achtergrond geschoven.
De Paasopstand in 1916 zorgde dat het punt weer opvlamde, maar deze werd bloedig neergeslagen. Vijftien leiders van de zogenaamde Rising werden geëxecuteerd, waardoor Nationalisten verder radicaliseerden. In 1918 werd door Sinn Féin de Dáil (het Ierse parlement) in Dublin opgezet, waarmee men zich afscheidde van het Verenigd Koninkrijk, hoewel dit nog niet werd erkend door andere landen. Een gewapende aanslag op twee politieagenten zorgde voor het begin van een guerrillaoorlog, waarin de Irish Republican Army (IRA) tegen Britse troepen streed. In het Anglo-Iers Verdrag werd Ierland officieel verdeeld in Noord- en Zuid-Ierland. De Ierse Vrijstaat had echter nog geen onafhankelijkheid, die pas in 1949 kwam. Het was ook een bevestiging van de verdeling van de Ieren.
Noord-Ierland echter kreeg ook een regering, door Unionisten niet gevraagd, maar wel omarmd. Ook zagen ze de verdeling als positief en een bevestiging van wat de meerderheid - binnen de grenzen van Noord-Ierland - wilde. De Nationalisten zagen dit echter als illegaal en tegen de wil in van de meerderheid van de Ieren. De Nationalisten binnen Noord-Ierland werden niet geïntegreerd in de protestante bevolking. De Nationalisten weigerden de politieke situatie te accepteren, waarin de wortels liggen voor het conflict in de jaren 60.

## Begin van The Troubles
Tot 1966 was het relatief vredig in Noord-Ierland (en de republiek), maar dat jaar zag de opleving van de Ulster Volunteer Force, een illegale paramilitaire organisatie, in antwoord op een schijnende opleving van de IRA tegen de tijd van de 50e verjaardag van de Paasopstand. De UVF voerde drie moorden uit voordat de daders opgepakt en gestraft werden, echter bleef de groep zelf bestaan. Veelal wordt de start van The Troubles in 1968 gezien, toen de Northern Ireland Civil Rights Association (NICRA) een vredige mars hield. Men had hierbij gekeken naar het succes van dr. Martin Luther King, waarbij de NICRA de misstanden ten opzichte van de katholieken en de klachten van de Nationalisten weer onder de aandacht wilde brengen. Ian Paisley en andere Unionisten zagen de NICRA als een dekmantel voor de IRA en noemde het een "Trojaans paard". Velen zagen niks in een gelijkheid tussen protestanten en katholieken in Noord-Ierland. Geweld brak uit bij verscheidene burgerrechtmarsen, waarin protestantse loyalisten de demonstranten aanvielen met knuppels. De politie (de Royal Ulster Constabulary) werd beschuldigd van het verdedigen van de loyalisten en het toestaan van het geweld.
Eén van de oorzaken van het geweld tegen de demonstranten was het feit dat verschillende leiders binnen de protestantse samenleving de demonstranten zwart maakten. Zo beweerden ze dat de IRA achter de NICRA zat en dat ze bovendien een hernieuwde gewapende campagne wilde beginnen. Feitelijk was de IRA op dat moment onderbezet, had weinig wapens, weinig aanhang en probeerde (uit noodzaak) haar gelijk op niet-gewelddadige manier te krijgen. Sterker nog, de eerste bommen die afgingen ten tijde van The Troubles, waren door de UVF in scène gezet om daarmee het gelijk over de beweringen tegen de IRA kracht bij te zetten.
In 1969 werd de onrust erger, waarbij barricades werden opgericht in delen van Derry en Belfast waar veel Nationalisten woonden. Het conflict mondde uit in de zogenaamde Slag van de Bogside tussen 12 en 14 augustus in een wijk van Derry, waar een protestantse mars langs de stadsmuren in een confrontatie uitmondde met de katholieke bewoners van de Bogside en de politie. De Britse regering reageerde door troepen te sturen. De slag zorgde voor veel sektarisch geweld in Belfast, Newry, Strabane en andere plaatsen, waarbij huizen in brand gestoken werden en mensen gedood. De Nationalisten beschuldigden de politie van hulp aan (of in ieder geval het niet tegenhouden van) loyalisten tijdens de schermutselingen. De IRA kreeg veel kritiek doordat men de katholieke bevolking van Belfast niet had verdedigd. Volgens een katholieke priester was de IRA een afkorting voor "I Ran Away" (Ik rende weg). Het resultaat was dat er zeven doden te betreuren waren, 750 gewonden en 1505 katholieke families uit hun huizen verdreven werden (vijf keer zoveel als uitgedreven protestanten).
De Noord-Ierse regering vroeg de Britten om troepen te sturen, deels gedreven door berichten dat de Ierse regering militaire interventie overwoog om de katholieke buurten in Derry te beschermen. De Nationalisten verwelkomden aanvankelijk het leger, omdat ze de politie niet vertrouwden. Na hardhandig optreden door het leger daalde echter ook het vertrouwen in het leger.
Veel Unionisten zien de burgerrechtenbeweging als de oorzaak achter The Troubles. Zij beweren dat het de regering destabiliseerde en een gat achterliet dat opgevuld werd door paramilitaire groeperingen. Anderen - voornamelijk (maar niet exclusief) Nationalisten - zien de weerstand tegen de burgerrechtenbeweging door Ian Paisley en andere loyalisten als een symptoom van het sektarische systeem van de regering, dat corrupt was en daardoor wel moest vallen.